# フィーバーファイター
フィーバーファイターは、1994年7月にSANKYOが発売した、史上初めてCRTモニターを搭載したパチンコ機のシリーズ名。
フィーバーファイターIの1機種がある。

## 概要
液晶型のデジパチ。中央の横1ラインに14種のいずれかの図柄が3つ揃うと大当たりとなる。
パチンコ機で史上初めてCRTモニターを採用した。モニターの大きさは6インチで、発売時史上最大であることが話題を呼んだ。登場から1か月あまりで5万台を売り上げたが、短期間でそれだけ売れるのも当時としては非常に珍しかった。
CRTモニターを採用した同社のパチンコ機としてはフィーバーウォーズ（1994年9月）、フィーバーワールド（1994年9月）がある。
また、実写の人間を画面に表示する演出も史上初のことであった。外国人女性を起用し、露出の多い姿や水着姿のカットを表示した。次年度発売のフィーバーギャラクシー（1995年4月）では日本人タレントの千葉麗子を起用した。
本機のコンセプトは、宇宙警察のフィーバー軍団が捕われた美女を救出するために宇宙の怪物軍団と対決するというものである。機種カタログには、以下のストーリーが記載されている。
遠い遠い宇宙での出来事である。一人の美しい謎の美女が宇宙にはびこる怪物軍団に遭遇し、捕われの身となってしまった。軍団の皇帝"魔王サターン"はとてつもなく恐ろしい魔物であり、このままでは彼の毒牙にかかってしまうのは時間の問題である。一刻も早く女性を解放しなければならない。宇宙警察のフィーバー軍団がこれを知り、魔王サターン率いる怪物達と対決。謎の女性を無事救出できるのか、そして謎の美女の正体とは一体・・・?
14種の図柄ではフィーバー軍団と怪物軍団のキャラクターがそれぞれ採用されている。フィーバー軍団はフィーバー5人兄弟とSANKYOの公式キャラクターである夢夢ちゃんとドラムくんで構成されている。ドラムくんは初めての登場である。

## スペック
- フィーバーファイターI
  - 賞球数 7&15
  - 大当たり最高継続 R16
  - 大当たり確率 1/210

## 図柄
- 1-フィーバーエース
- 2-ワニゴン
- 3-夢夢ちゃん
- 4-ハンギョ星人
- 5-フィーバーマン
- 6-オンニー星人
- 7-フィーバーセブン
- 8-デビラー
- 9-ダーティクィーン
- 10-ドラムくん
- 11-デスゴン
- 12-フィーバークィーン
- 13-フィーバーキング
- 14-パチラー

## 演出
リーチ演出はノーマルリーチ、対戦リーチ、カウントダウンリーチがある。
対戦リーチは、モニターの下半分でフィーバーマンと魔王サターンが対戦し、フィーバーマンが勝利すると図柄が揃い大当たりとなる。
カウントダウンリーチは、画面下部にカウントが表示され、カウントダウンに合わせて中図柄が回転する。
パチンコ必勝ガイドの記事では、リーチの種類によって大当たりになる確率が大きく変わると説明しており、ノーマルリーチが約1.6%、対戦リーチが約8.0%、カウントダウンリーチが約46.3%という大当たり確率を解析結果として掲載している。
大当たり中は、2ラウンドごとにフィーバー軍団と怪物軍団が1名ずつ対戦し、合間で実写の外国人女性のカットが入る。最初は外国人女性は戦士のような格好をしているが、ラウンドが進むごとに露出が増えたり水着姿になる。15ラウンドと最終16ラウンドではフィーバー5人兄弟と魔王サターンが対戦し、その後一糸纏わぬ外国人女性のカットで大当たりラウンドが終了する。

## コンシューマ移植
- 『SANKYO FEVER!フィーバー!』（スーパーファミコン用、日本テレネット、1994年10月28日発売、SHVC-AFFJ、JAN-4988624998162）に収録。

## サウンドトラック
- 『ザ・パチンコ・ミュージック・フロム SANKYO FEVER WARS』キングレコード、1998年8月21日。KICA-1217。
  - BGMが収録されている。